# Quello che siamo diventati
Quello che siamo diventati è un singolo del cantautore italiano Motta, pubblicato il 29 giugno 2018 come terzo estratto dall'album Vivere o morire.

## Video musicale
Il video musicale, diretto da The Astronauts, è stato pubblicato il 26 giugno 2018 sul canale YouTube del cantautore.